# Derry (distrito)

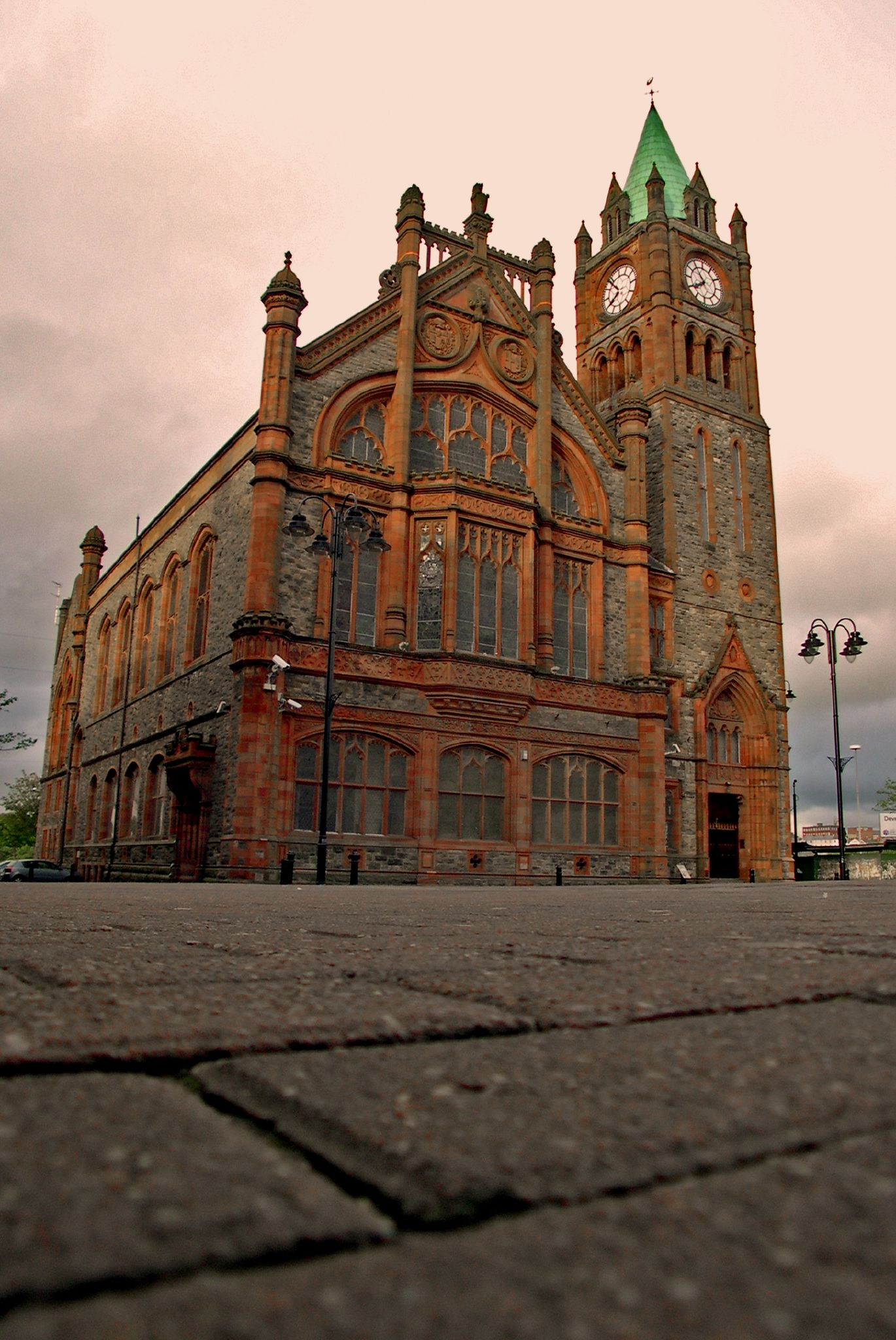
Sala da Guilda, Derry

Derry (até 1984, Londonderry) é um distrito do Ulster (Irlanda do Norte), no Reino Unido, com 372 km² e 214 000 habitantes, fronteiriço com a República da Irlanda. As suas principais indústrias são a confecção de camisas, naval, manufaturas alimentícias e pesca de salmão. A sua capital é a cidade de Derry.